# Gryllus montis
Gryllus montis (лат.) — вид прямокрылых насекомых из семейства сверчков. Эндемики США.

## Распространение
Северная Америка: США (Аризона, Нью-Мексико).

## Описание
Сверчки буровато-чёрного цвета (задние ноги до красного). Отличаются от близких видов (Gryllus  lightfooti, Gryllus veletisoides, Gryllus sotol) особенностями морфологии (мелкие размеры, узкое тело, короткие надкрылья, церки средней длины), ДНК и акустической коммуникации (пения), короткие или средней длины церки (число зубцов 143—171), которые не длиннее яйцеклада; местами обитания (травянистые и древесные биотопы). Вид был впервые описан в 2019 году американскими энтомологами Дэвидом Вейссманом (David B. Weissman; Department of Entomology, Калифорнийская академия наук, Золотые ворота, Сан-Франциско, США) и Дэвидом Грэем (David A. Gray; Department of Biology, Университет штата Калифорния, Northridge, Калифорния). Видовое название montis дано по имени типового гористого места обитания.